# Greatest Hits (Thalía-album)
A Greatest Hits Thalía mexikói énekesnő 2004-ben megjelent spanyol nyelvű válogatásalbuma az EMI-tól, amely a kiadónál 1995 és 2003 között készített öt albumáról gyűjti egybe a legnagyobb latin slágereket. Az énekesnő EMI-nál töltött 10 éves munkásságát foglalja össze, és egy korszak lezárásának tekinthető. A kiadvány három változatban került forgalomba: CD-album (16 zeneszám), CD-t és DVD-t tartalmazó kombináció (10 szám és 10 videóklip), valamint DVD-album (videóklipek), amely Thalía első DVD-je. A CD-album változat a válogatásokon kívül két vadonatúj (kiadatlan) dalt is tartalmaz.
Az album 1. lett a Billboard Latin Pop Albums listán, 2. a Top Latin Albums listán, és a 128. helyezést érte el a Billboard 200 amerikai összesített lemezeladási listán.
| (spanyolul) «Esta es parte de nuestra historia, de nuestros sueños, de las alegrías que cada canción nos ha dado. He estado presente en tu vida, cerca de ti. Tú y yo seguimos un camino que nos guía a toda la felicidad!!» | (magyarul)„Ez része a történetünknek, az álmainknak, az örömöknek, melyeket minden egyes dal szerzett nekünk. Jelen voltam az életedben, közel hozzád. Te és én egy olyan utat követünk, amely a teljes boldogsághoz vezet minket.” |
| – Thalía | |

## Kritikák

### Hírös.index,2004.április 5.
Egy kiváló válogatás, tele slágerek tömegével, tüzes, temperamentumos, vad éjszakákba hajszoló, táncra serkentő dalokkal: lényegileg röviden ez a közismert és közkedvelt mexikói színésznő-énekes-popdíva, Thalía vadonatúj válogatásalbumának rövid kivonata.
A 16 dal között egyetlen sincsen, melyet akárcsak meglegyintene a „töltelék” vagy az „unalmas” fogalmaknak akár a gyanúja. […] Szerepelnek itt főcímzenék, a nálunk is sikeres telenovellákból (Rosalinda, a „guberálós” María) – melyek zenéi önmagukban is megállják a helyüket: dallamosak, pörgősek, teli vannak szenvedéllyel – noha közülük némelyiket más előadókkal rendesen inkább mondanánk őket középtempósnak, mint pörgősnek. De a legtöbb dal iszonyatos tempót diktál, a hagyományos akusztikus hatások a modern elektronikus pop stúdióeffektjeiben is megmártóznak.
Ami minden dalban közös, s összefűzi ezt a sokféle hangulatú CD-t: Thalíából ha énekel, árad valamiféle szenvedély, mely már-már az agresszivitás határát súrolja, s ez a lemezein is remekül átjön. Életteli, hiteles a zenéje, legalább annyira, mint amennyire hiteltelenek a sorozatok, melyekben feltűntek. Micsoda ellentmondás – de hát a szép színésznőből ezek az elmúlt években készített slágerek (Amor a la mexicana, Mujer latina, Piel morena, Arrasando) maradnak meg bennünk, és nem filmbéli szerepei. Mert ezek a slágerek nagyon jók, s bár sokféle szerzőt és hatást jeleznek, Thalía kiváló előadóművész, aki remekül a saját temperamentumos egyéniségére szabta őket. Tradicionális mexikói hatások, modernebb kubai ritmusok, poposított vagy technosított latin zene, vagy lassabb szerelmes dalok: mindet összeköti Thalía egyénre szabott előadása. Ettől egész, s nem eklektikus ez a sokszínű lemez.

### AllMusic
Bár nem az első válogatásalbuma Thalíának, de az első hivatalos EMI-kiadvány, amely e kiadónál töltött elmúlt 10 évét öleli fel. A Greatest Hits non-stop élvezet: a tizenhat dal öt albumról, köztük két vadonatúj meglepetéssel, jól kiegyensúlyozott válogatása a latin popsztár slágereinek az 1990-es évek közepétől a korai 2000-es évekig. A dalok kronológiai sorrendben szerepelnek, ezáltal jól hallható zenéjének stílusbeli fejlődése, nemzetközivé válása. Az album így a vonatkozó időszak latin popzenéjének kivonatát adja: még soha nem testesítette meg egyetlen latin előadó sem a pop lényegét úgy, mint Thalía. Az előrébb lévő számok színvonalasak együtt az utánuk következőkkel, különösképp a kiváló Cuando tú me tocas.
Ha valaki betekintést kíván tenni Thalía meglehetősen bőséges munkásságába, a Greatest Hits pontosan ideális e célra. Mivel minden egyes EMI-os albumának saját egyénisége van, hasznosnak bizonyul a különböző hangzásokat kivonatolva összegyűjteni. Következésképpen, ha az a pár szám elnyeri valaki tetszését ezen a kiadványon, valószínűleg azt az albumot is szeretni fogja, amelyről az adott dalok származnak. A Greatest Hits egy nagyszerű, elejétől a végéig hallgatható album, nonstop élvezettel, teli vidám, jókedvű slágerekkel, több mint egy órán át. – A DVD kiadás 16 videóklipet tartalmaz. Thalía páratlan karizmájának, színészi képességeinek, lenyűgöző szépségének köszönhetően nagyon nyerők a klipek minden szempontból. Aligha járhat rosszul e kollekcióval, aki kedveli Thalíát.

## Dallista

### CD album változat
| #   | Cím                         | Szerzők                                                                 | Album              | Év   | Hossz |
| --- | --------------------------- | ----------------------------------------------------------------------- | ------------------ | ---- | ----- |
| 1.  | Piel morena                 | Kike Santander                                                          | En éxtasis         | 1995 | 4:44  |
| 2.  | María la del barrio         | Viviana Pimstein, Paco Navarrete                                        | En éxtasis         | 1995 | 3:56  |
| 3.  | Amor a la mexicana          | Mario Pupparo                                                           | Amor a la mexicana | 1997 | 4:24  |
| 4.  | Mujer latina                | Kike Santander                                                          | Amor a la mexicana | 1997 | 3:37  |
| 5.  | Rosalinda                   | Kike Santander                                                          | Arrasando          | 2000 | 3:52  |
| 6.  | Arrasando                   | Thalía, Emilio Estefan, Lawrence P. Dermer, Robin Dermer                | Arrasando          | 2000 | 4:00  |
| 7.  | Regresa a mí                | Thalía, Emilio Estefan, Lawrence P. Dermer, Robin Dermer, Angie Chirino | Arrasando          | 2000 | 4:29  |
| 8.  | Entre el mar y una estrella | Marco Flores                                                            | Arrasando          | 2000 | 3:45  |
| 9.  | Tú y yo                     | Estéfano, Julio Reyes                                                   | Thalía 2002        | 2002 | 3:43  |
| 10. | No me enseñaste             | Estéfano, Julio Reyes                                                   | Thalía 2002        | 2002 | 4:28  |
| 11. | ¿A quién le importa?        | Carlos García Berlanga, Ignacio Canut                                   | Thalía 2002        | 2002 | 3:44  |
| 12. | Me pones sexy               | Cory Rooney, Davy Deluge, Gregory Bruno, Fat Joe, Brenda Russell        | Thalía 2003        | 2003 | 3:47  |
| 13. | Cerca de ti                 | Thalía, Steve Morales, David Siegel, Gerina Di Marco                    | Thalía 2003        | 2003 | 3:58  |
| 14. | Toda la felicidad           | Martin Harrington, Ash Howes, Rob Davies                                | Thalía 2003        | 2003 | 3:16  |
| 15. | Cuando tú me tocas          | Ricardo Gaitán, Alberto Gaitán, Maggie Porcell                          | (kiadatlan)        | 2004 | 3:53  |
| 16. | Acción y reacción           | Estéfano, Julio Reyes                                                   | (kiadatlan)        | 2004 | 3:58  |

### CD+DVD kombinált változat
| 1. Piel morena (En éxtasis, 1995) 2. María la del Barrio (En éxtasis, 1995) 3. Amor a la mexicana (Amor a la mexicana, 1997) 4. Rosalinda (Arrasando, 2000) 5. Arrasando (Arrasando, 2000) 6. Entre el mar y una estrella (Arrasando, 2000) 7. No me enseñaste (Thalía, 2002) 8. A quién le importa (Thalía, 2002) 9. Cerca de ti (Thalía, 2003) 10. Acción y reacción (kiadatlan) |  | 1. Piel morena (En éxtasis) 2. Gracias a Dios (En éxtasis) 3. Amor a la mexicana (Amor a la mexicana) 4. Mujer latina (Amor a la mexicana) 5. Arrasando (Arrasando) 6. Entre el mar y una estrella (Arrasando) 7. Tú y yo (Thalía 2002) 8. No me enseñaste (Thalía 2002) 9. A quién le importa (Thalía 2002) 10. I Want You (Thalía 2003) |

### DVD album változat
| 1. Piel morena (En éxtasis) 2. Gracias a Dios (En éxtasis) 3. Amándote (En éxtasis) 4. Nandito Ako (Nandito Ako) 5. Por amor (Amor a la mexicana) 6. Amor a la mexicana (Amor a la mexicana) 7. Mujer latina (Amor a la mexicana) 8. Arrasando (Arrasando) 9. Regresa a mí (Arrasando) 10. Entre el mar y una estrella (Arrasando) 11. Reencarnación (Arrasando) 12. Amor a la mexicana (Emilio banda remix) (Thalía con banda – grandes éxitos) 13. Tú y yo (Thalía 2002) 14. No me enseñaste (Thalía 2002) 15. A quién le importa (Thalía 2002) 16. Me pones sexy (Thalía 2003) 17. Baby, I’m in Love (Thalía 2003) 18. Amor a la mexicana remix (Amor a la mexicana – Mexikó) 19. It’s My Party (Arrasando) (Thalía’s Hits Remixed) 20. I Want You (Thalía 2003) |  | 1. Piel morena (En éxtasis) 2. Gracias a Dios (En éxtasis) 3. Amándote (En éxtasis) 4. Por amor (Amor a la mexicana) 5. Amor a la mexicana (Amor a la mexicana) 6. Mujer latina (Amor a la mexicana) 7. Arrasando (Arrasando) 8. Regresa a mí (Arrasando) 9. Entre el mar y una estrella (Arrasando) 10. Reencarnación (Arrasando) 11. Amor a la mexicana (Emilio banda remix) (Thalía con banda – grandes éxitos) 12. Tú y yo (Thalía 2002) 13. No me enseñaste (Thalía 2002) 14. A quién le importa (Thalía 2002) 15. Me pones sexy (Thalía 2003) 16. Baby, I’m in Love (Thalía 2003) |

## Lásd még
- En éxtasis
- Nandito Ako
- Amor a la mexicana
- Arrasando
- Thalía con banda – grandes éxitos
- Thalía (2002)
- Thalía (2003)

## Külső hivatkozások
- Greatest Hits (CD) az AllMusicon
- Greatest Hits (CD+DVD) az AllMusicon
- Greatest Hits(DVD) az AllMusicon